# Viva Maria! (film)
Viva Maria! è un film del 1965 diretto da Louis Malle.

## Trama
Nel 1907 la piccola Marie Fitzgerald O'Malley viene influenzata dalle idee rivoluzionarie del padre, che la porta in giro per l'Europa compiendo atti terroristici in una battaglia contro gli inglesi di lunga tradizione familiare.
Fuggiti in Centroamerica, il padre rimane vittima durante un ennesimo attentato; Maria si unisce a un gruppo di circensi francesi. In seguito al suicidio di una cabarettista, prende il suo posto accanto alla partner, chiamata anch'ella Maria. Al suo debutto sul palco Marie inventa accidentalmente lo spogliarello, che porta al circo una fama senza precedenti.
Sul cammino incontrano Flores, un socialista rivoluzionario che li invita a prendere parte alla rivoluzione contro il dittatore di San Miguel. Maria non fa in tempo a innamorarsene che gli uomini di Flores lo uccidono, non prima di essersi fatto promettere di portare avanti la causa.
Maria, tramite un toccante discorso tratto dal Giulio Cesare di Shakespeare, riesce a risvegliare nella popolazione sottomessa un sentimento di vendetta e voglia di libertà. Le due Maria creano così un esercito di contadini, e col motto di Viva Maria! li conduce alla battaglia contro il dittatore.
Durante i preparativi per la presa della capitale, le due Maria vengono catturate dal padre superiore, alleato dell'autocrate, il quale teme il disordine della rivoluzione accompagnato dal desiderio di fermare il trattamento troppo benevolo nei riguardi delle donne. Poco prima di essere torturate a morte, le due Maria vengono salvate dall'esercito da loro guidato.
Tornato in Francia, il circo mette in scena la rappresentazione della rivoluzione vissuta, riscuotendo uno strepitoso successo.

## Produzione
Il film è stato girato prevalentemente in Messico, tra cui ad Acapulco, Tepoztlán, Cuernavaca, Texcoco e Cuautla.
La produzione non fu affatto facile; a causa del clima tropicale messicano molti membri del cast, tra cui le due attrici protagoniste e il regista, si ammalarono diverse volte, dovendo interrompere continuamente le riprese.
Un altro grave incidente colpì la produzione: un giovane di 22 anni scritturato come comparsa, mentre guidava, in mezzo ad altri, un carro trainato da buoi, cadde e venne travolto da un altro veicolo che gli schiacciò il cranio.

## Critica
(Leo Pestelli su La Stampa del 18 febbraio 1966)